# Friedrich Möglich

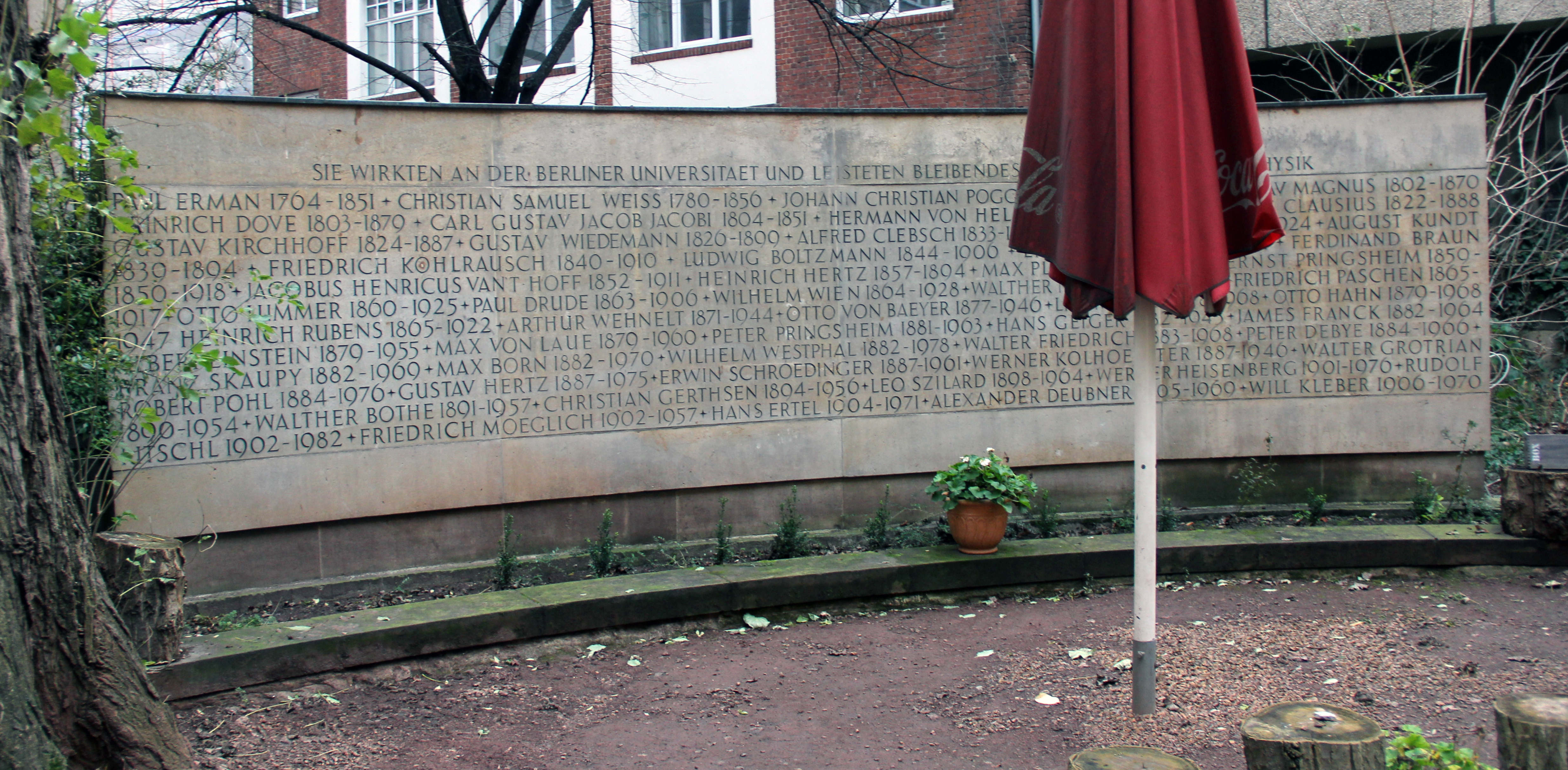
Gedenkstein, Invalidenstraße 110, in Berlin-Mitte

Friedrich Möglich (* 12. Oktober 1902 in Berlin; † 17. Juni 1957 ebenda) war ein deutscher theoretischer Physiker, der vor allem durch seine Forschungen zur Wellenoptik bekannt wurde.

## Leben
Friedrich Möglich war Student bei Erwin Schrödinger und Max von Laue, von dem er 1927 mit einer Dissertation über Beugungserscheinungen an Körpern von ellipsoidischer Gestalt promoviert wurde. Seit 1930 war er habilitiert. Zum 1. Oktober 1932 schloss Möglich sich der NSDAP (Mitgliedsnummer 1.339.996) und im selben Jahr der SA an. Er gehörte damit zu den ersten Nationalsozialisten im Lehrkörper der Berliner Universität. 1934 wurde er zum Leiter der Dozentenschaft an der Universität Berlin ernannt. Seit 1935 geriet Möglich in Konflikt mit dem NS-Regime. Da die Gestapo gegen ihn wegen Devisenvergehen und "Rassenschande" ermittelte, flüchtete er zeitweise nach London und Paris. Nach seiner Rückkehr wurde er 1937 wegen seiner Liebesbeziehung zu einer Jüdin verhaftet. 1940 wurde Möglich endgültig wegen "Rassenschande" aus der NSDAP ausgeschlossen. Damit war auch seine akademische Karriere beendet. Durch Laues Fürsprache fand er eine wissenschaftliche Tätigkeit in der Industrie als freischaffender Mitarbeiter bei der Studiengesellschaft für elektrische Beleuchtung der Osram GmbH.
Nach dem Ende des Krieges war Möglich Wissenschaftler im biomedizinischen Forschungszentrum in Berlin. 1945 wurde er zum Referenten in der Deutschen Zentralverwaltung für Volksbildung (DZVVB) ernannt. 1947 übernahm er die Chefredaktion der Annalen der Physik. 1946 wurde er zum ordentlichen Professor für Theoretische Physik und Direktor des Instituts für Theoretische Physik berufen. 1947/57 war er Direktor des Instituts für Festkörperforschung der Deutschen Akademie der Wissenschaften. Er war auch Professor und Direktor des Instituts für theoretische Physik der Humboldt-Universität.
Möglich gehörte dem 1. und 2. Deutschen Volksrat an.